# Song Renzong
Pour les articles homonymes, voir Xia Renzong.
Renzong (chinois : 仁宗 ; pinyin : rénzōng), né Zhao Zhen (赵祯 / 趙禎, zhào zhēn), est le quatrième empereur de la dynastie Song, en Chine. Son long règne de plus de quarante ans (1022 — 1063) est divisé en neuf ères :
- 1023-1032 : Tiansheng (天聖)
- 1032-1033 : Mingdao (明道)
- 1034-1038 : Jingyou (景祐)
- 1038-1040 : Baoyuan (寶元)
- 1040-1041 : Kangding (康定)
- 1041-1048 : Qingli (慶曆)
- 1049-1054 : Huangyou (皇祐)
- 1054-1056 : Zhihe (至和)
- 1056-1063 : Jiayou (嘉祐)